# Maria-topetuda
Tiraninho-pigmeu-de-crista ou maria-topetuda (Lophotriccus eulophotes) é uma espécie de ave da família Tyrannidae.
Pode ser encontrada nos seguintes países: Bolívia, Brasil e Peru.
Os seus habitats naturais são: florestas subtropicais ou tropicais húmidas de baixa altitude.